# Hyphantrophaga virilis
Hyphantrophaga virilis är en tvåvingeart som först beskrevs av Aldrich och Herbert John Webber 1924.  Hyphantrophaga virilis ingår i släktet Hyphantrophaga och familjen parasitflugor. Inga underarter finns listade i Catalogue of Life.